# Греков Олександр Петрович (реставратор)
Олександр Петрович Греков (реставратор) (12 вересня, 1909, Санкт-Петербург — 19 квітня 2000) — реставратор, іконописець, художник. Автор унікальної техніки відновлення фресок. Заслужений діяч мистецтв Російської Федерації.

## Біографія

### Еміграція
Походить з дворянської родини. Батько був інженером-залізничником. Предок отримав дворянство у 1827 р. за участь у війні 1812 р.
До 1917 р. родичі з боку батька цікавилися іконами та іконописанням, збирали фольклорні речі. Рідна тітка Олександра, сестра батька, навчалася живопису в художника Петрова-Водкіна, а той місяцями гостював в їхній садибі, де малював свої картини.
До більшовицького перевороту 1917 р. родина мешкала в родовому маєтку в Саратовській губернії та в Петербурзі. Майбутній художник і народився в Петербурзі. У 1918 р.з країни почалася мільонна еміграція і родина перебралася з небезпечного Петербурга в Ригу, потім в Севастополь, далі в Стамбул.

### Стамбул, Париж, Ярославль.
Молодість Грекова припала на еміграцію. Сина віддали на навчання у французький коллеж в Стамбулі, адже Франція століттями була тісно пов'язана дипломатичними і військовими зв'язками з Туреччиною і мала свої представництва в столиці.
Дві події в житті Грекова тісно пов'язані зі Стамбулом
- закінчення навчання в коледжі Сан-Бенуа
- перша участь в реставрації фресок церкви Сан-Стефано в Стамбулі. Перебування в Стамбулі родина не вважала постійним і перебралася у 1932 р. у Францію(Верхня Гаронна), а потім в Париж.

Греков продовжив художнє навчання в Парижі, де три роки навчався в трирічній Паризькій «Універсальній школі». Але покинув її через невдоволення рівнем навчання.
З початком 2-ї світової війни пішов на фронт з французами — волонтерами. Через 10 місяців потрапив в полон. В круговерті війни залишився живим і після закінчення війни повернувся в Париж.

### Повернення в СРСР
У 1948 р. родина повернулася в СРСР. Мешкали в місті Ярославль, де художник працював в науково-реставраційній майстерні.

### В столиці СРСР
З 1965 р. він перебрався в Москву. Його задіяли в реставрації соборів Кремля — Благовіщенського, Успенського. Серед відряджень — праця в домі родини Ульянових в колишньому Симбірську.

### Новгород. Спас на Ковальові на все життя
Уряд СРСР прийняв постанову про відбудову Новгорода та його церков, зруйнованих під час війни з фашистами. Дерев'яне колись місто забудували за новим проектом малоповерховими будинками, аби ті не дуже контрастували з стародавньою забудовою центру та околиць. На відновленні церкви Спаса на Ковальові і почав працювати Греков.

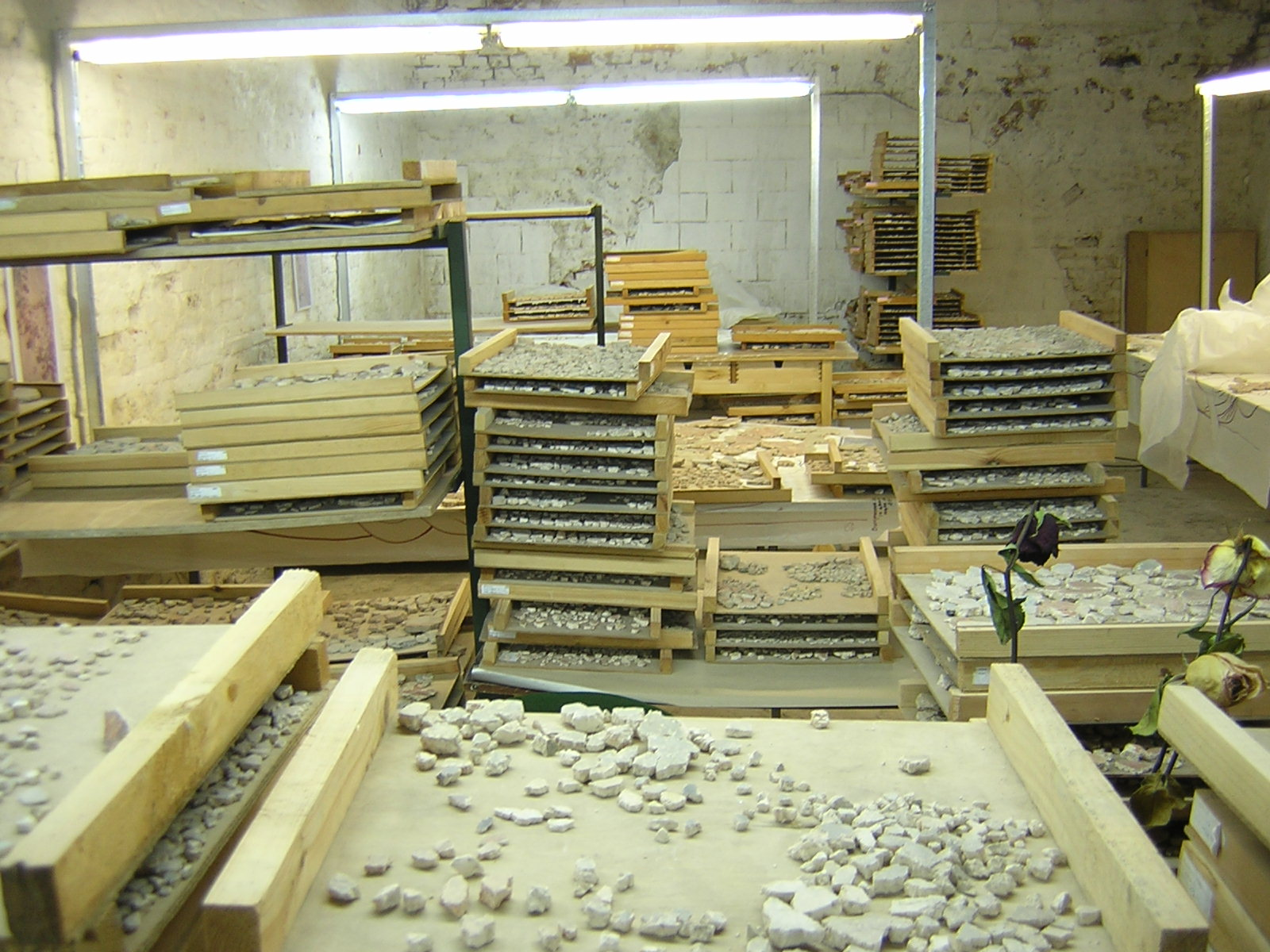
Майстерня з уламками фресок

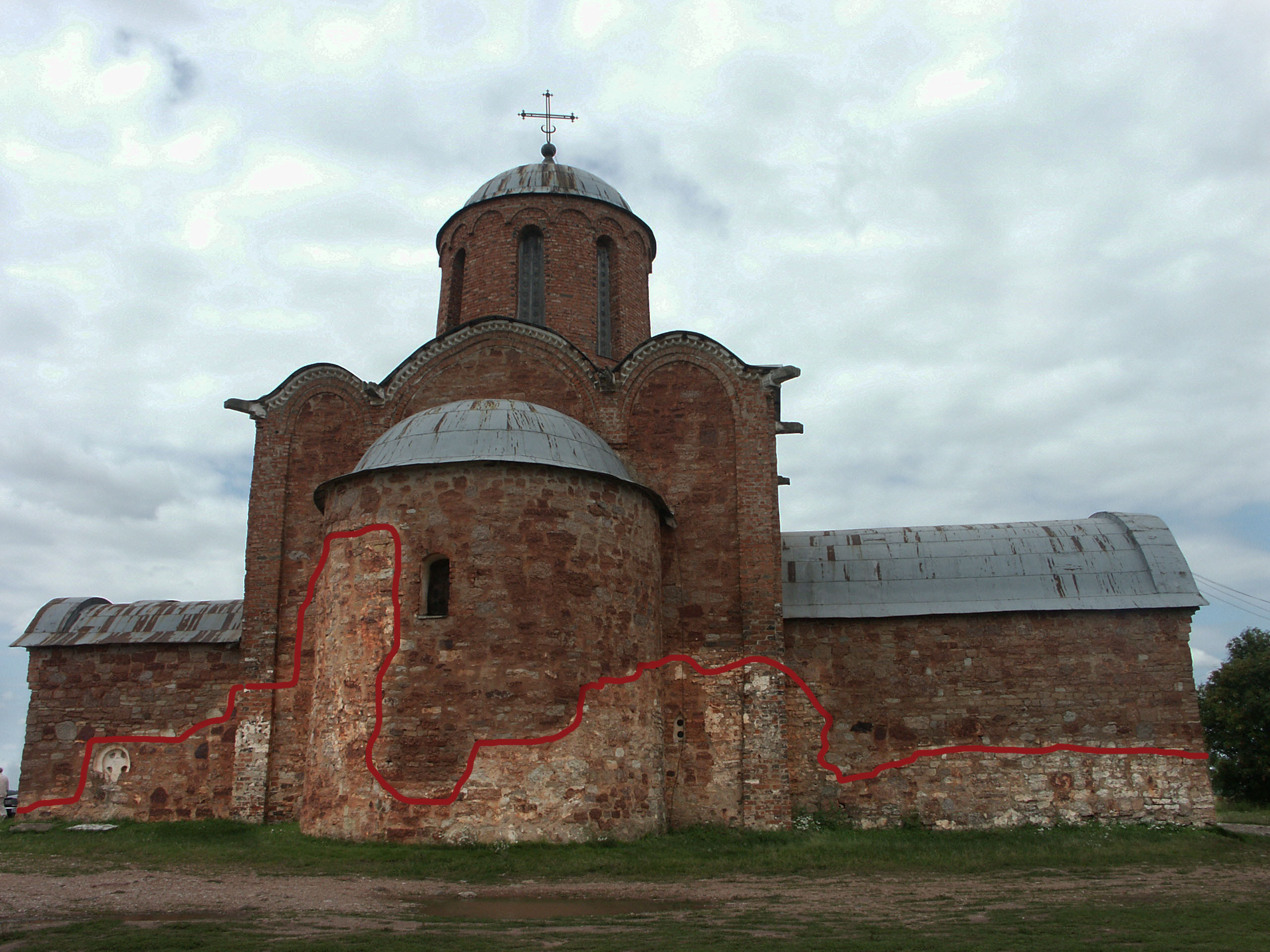
Відбудована церква. Червоною стрічкою подано рівень оригінальних стін, вище — реставраційне відновлення.

Церква Спаса Преображення уславилась не стільки архітектурою, хоча й стародавньою і своєрідною, а випадково збереженими фресками XIV століття. Колись їх густо забілили вапном і відкрили від пізніх нашарувань лише у 1930-ті рр. Їх визнали шедеврами через добру збереженість і комплексність ансамблю. Професор Сичов зробив їхній перелік, зафіксував топографічне розташування. Були зроблені фотофіксації.

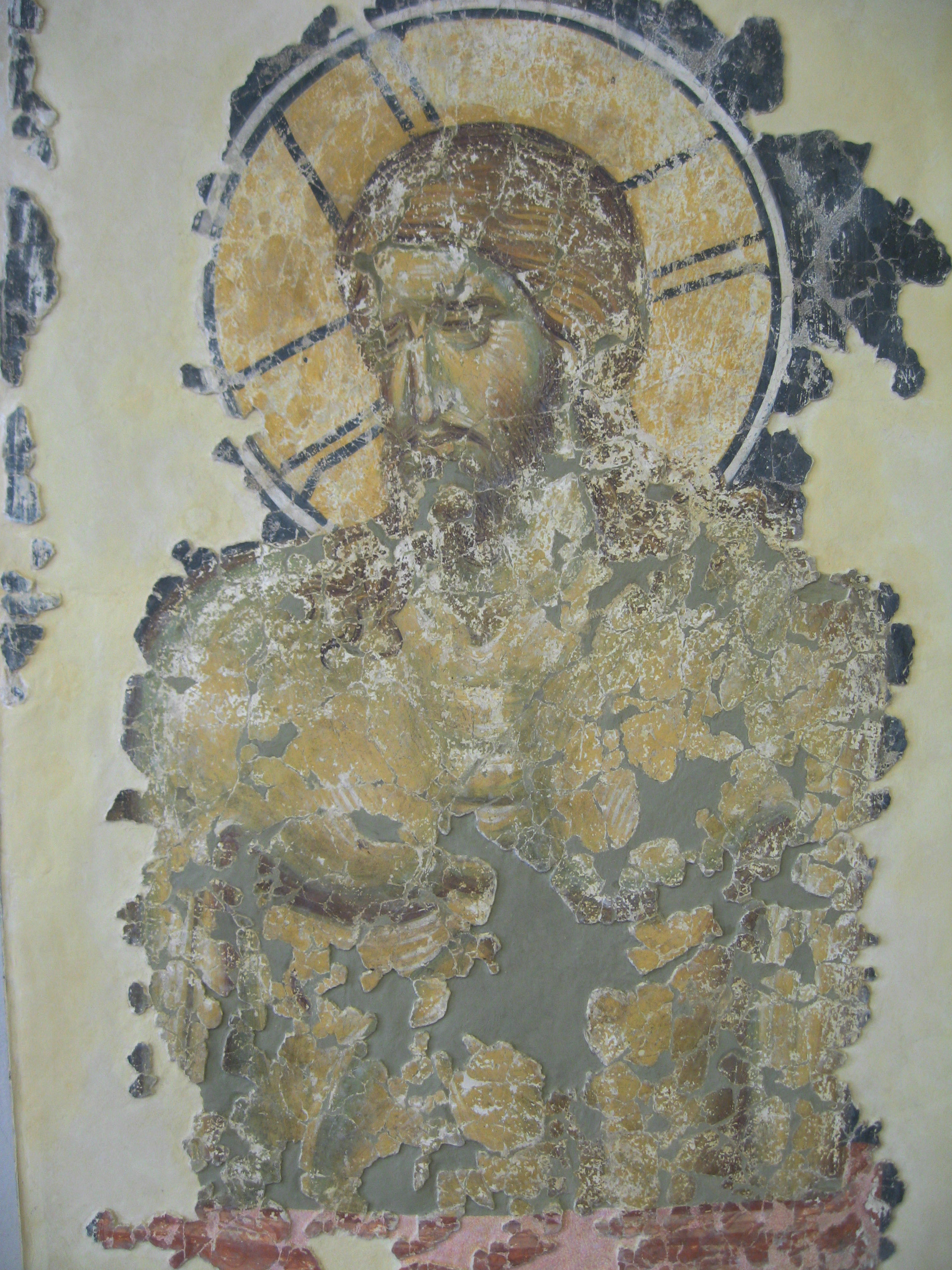
Христос у труні з композиції — Не ридай мене, Мати.

Під час війни церкву зруйнували і 5-метрові завали розібрали лише 20 років потому. Розбор завалів виконували як розкопки цінного археологічного об'єкта, все фіксували й збирали усі рештки. Під час розкопок знаходили і невибухнувші снаряди, які знешкоджували сапери. Археологи ж вимочували в дистиляті шматочки тиньку для знесолення і дезінфікували їх від плісняви.
У нижньому шарі й були віднайдені уламки уславлених фресок. Тоді у реставратора і виникла смілива ідея відродити хоча б рештки колишніх фресок. Ще 5 років тут працювали археологи та студенти — практиканти. Усі знахідки переносилися в польову лабораторію, де почалася довга праця з відновлення фресок. Методика — монтаж як мозаїк, де смальтами стали уламки.
Консервативні засоби і незвична методика спрацювали. З руїн почали поставати рештки колишніх фресок. За попередніми підрахунками реставраторам вдасться відновити приблизно 50-60 відсотків фресок. Готові фрагменти фіксували в відбудованій церкві на колишніх місцях.

### Виставка в Парижі

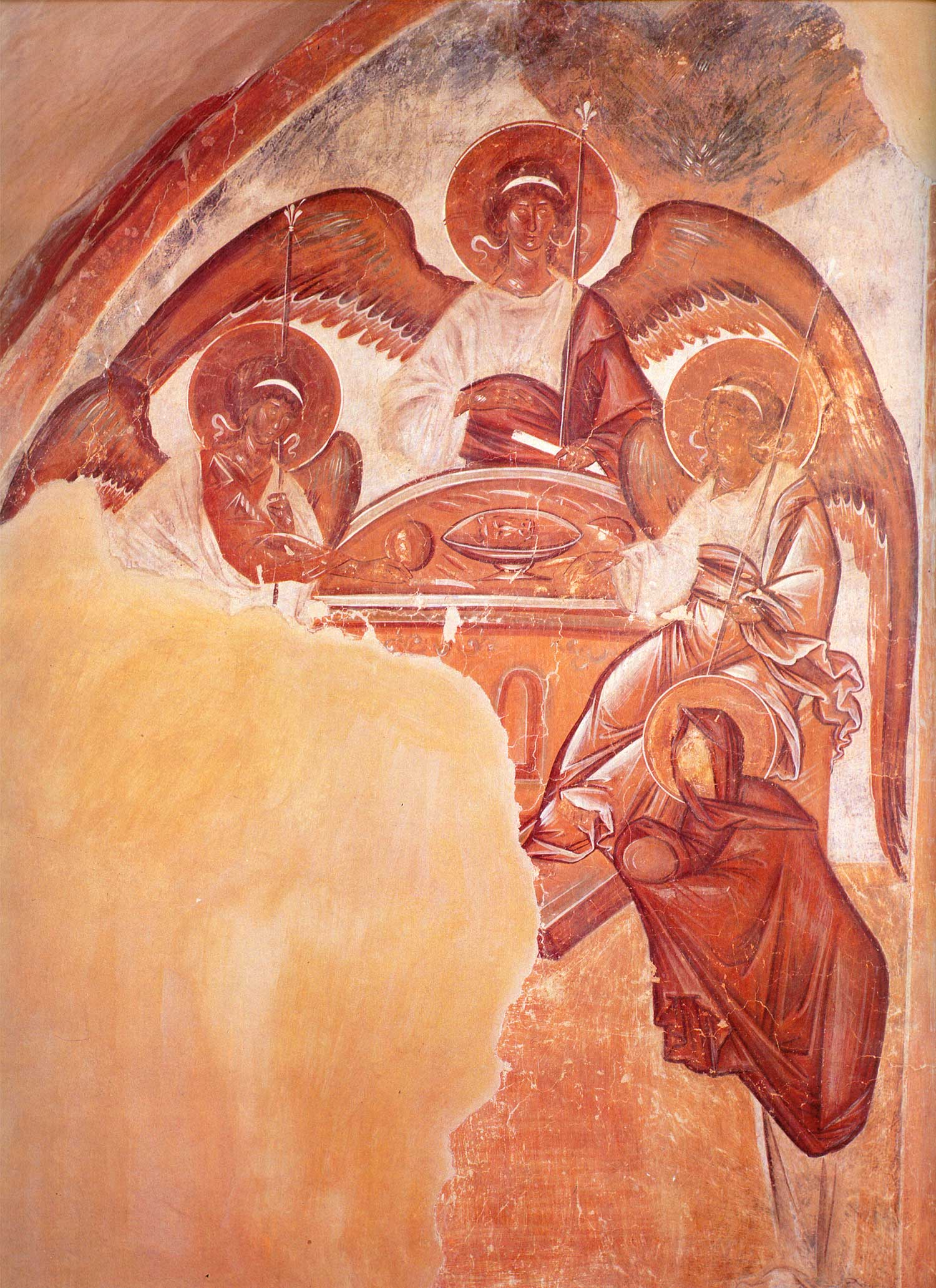
Свята Трійця Феофана Грека

Про незвичну працю Грекових дізнались в ЮНЕСКО і вони отримали запрошення на виставку в Париж у 1985 р. Греков не забував, що він художник і створив копії усіх відомих фресок Спаса на Ковальові. Стіну його майстерні прикрасила копія фрески Феофана Грека « Свята Трійця.» Повномасштабні копії давали змогу виставляти їх на будь-яких виставках. Після ЮНЕСКО Грекову організували виставку в Москві, хоча художник-емігрант не користувався повагою радянських урядовців.

## Надрукована книга
Греков О. П. «Фрески церкви Спаса Преображения на Ковалёве в Новгороде» (рос)

## Нагороди
- 1989 — лауреат Державної премії СРСР у галузі мистецтва
- 1992 — Почесний громадянин міста Новгород
- 1993 — заслужений діяч мистецтв Російської Федерації
- 1999 — орден Дружби.